# Aleksandra Le
Aleksandra Gieorgijewna Le (ur. 3 maja 2004 w Ałmaty) – kazachska strzelczyni sportowa.
Podczas igrzysk olimpijskich w 2024 roku wywalczyła brązowy medal w konkurencji karabinu pneumatycznego 10 m drużyn mieszanych, razem z Islamem Satpajewem została pierwszą medalistką tych igrzysk. W pojedynku o brązowy medal kazachski mikst pokonał wynikiem 17:5 Niemcy. Na tej samej imprezie zajęła 6. miejsce w konkurencji karabinu pneumatycznego 10 m oraz 10. miejsce w konkurencji karabinu małokalibrowego 50 m (trzy postawy).